# روابط امارات متحده عربی و ایران
روابط امارات متحده عربی و جمهوری اسلامی ایران ریشه‌ای عمیق دارد. امارات متحده عربی پیمان نامه‌های اقتصادی نزدیکی را با جمهوری اسلامی ایران برقرار کرده‌است. در این کشور عربی همچنین جامعه‌ای به نام جامعه ایرانیان امارات موجود می‌باشد. با توجه به این روابط، امارات متحده عربی همواره بر تملک سه جزیره واقع در خلیج فارس با نام‌های تنب کوچک، تنب بزرگ و ابوموسی که جزء قلمرو جمهوری اسلامی ایران است، مدعی بوده و پافشاری می‌کند. در تاریخ ۳۰ نوامبر ۱۹۷۱ (دو روز قبل از تأسیس امارات متحده عربی) نیروهای بریتانیا این جزایر را تخلیه کردند و نیروهای ارتش شاهنشاهی ایران وارد آن‌ها شدند.
در مورد موضوع برنامه اتمی ایران، امارات متحده عربی، موضع بی‌طرف گرفته‌است.
سرمایه گزاران ایرانی و ایرانیان امارات متحده عربی ۱۰٪ جمعیت این کشور یعنی (تقریباً «۴۰۰ هزار نفر) را تشکیل می‌دهند. ایرانیان امارات مجموعاً» ۱۰٬۰۰۰ شرکت بزرگ و کوچک را در امارات متحده عربی می‌گردانند. داد و ستد تجاری و مبادله کالا بین ایران و امارات متحده عربی از سال ۲۰۰۵ تا سال ۲۰۰۹، سه برابر شده‌است و به سقف ۱۲ میلیارد دلار آمریکا رسیده‌است.
پس از انقلاب اسلامی ایران، امارات متحده عربی همواره بر باز پس‌گیری سه جزیره مورد مدعا، اصرار ورزیده‌است. دو کشور در خلال این سال‌ها قراردادهای بزرگ بازرگانی با هم داشته‌اند و همچنین یک انجمن بزرگ از ایرانیان جلای وطن کرده نیز در این کشور وجود دارد.

## روابط سیاسی
با تشدید تیرگی روابط ایران و بریتانیا در سال ۲۰۱۰، ایرانی‌هایی که قصد سفر به انگلستان را داشتند، مجبور بودند به سفارت بریتانیا در امارات رفته و از آنجا ویزای انگلستان را تهیه نمایند. مسعود دانشمد رئیس اتاق بازرگانی مشترک ایران و امارات در زمینه ارتباطات دو کشور ایران و امارات گفت: 
در چند سال گذشته روابط ایران و امارات شاهد رشد قابل ملا حظه‌ای بوده و این رشد ادامه دارد زیرا حفظ و ادامه این روابط نیاز مشترک دوکشور است. در پنج سال گذشته حجم روابط دو کشور پنج میلیارد دلار بوده ولی امروز به پانزده میلیارد دلار رسیده‌است و ارزش صادرات ایران به امارات هم سه میلیارد دلار است و امارات نیز دوازده میلیارد دلار کالا به ایران صادر می‌کند.

## روابط اقتصادی
کشور امارات متحده عربی، یکی از مقاصد اصلی گردشگران ایرانی محسوب می‌شود که موجب درآمد قابل توجه این کشور از سفر گردشگران ایرانی می‌شود. اما با آغاز دهه ۲۰۱۰ (میلادی)، میزان بازدید گردشگران ایرانی از این کشور، افت حدود ۳۲ درصدی را تجربه کرد که ناشی از عوامل متعددی نظیر افزایش نرخ برابری ارز، ناامنی این کشور برای گردشگران ایرانی، اخراج ایرانیان ساکن امارات متحده عربی و نزاع بین شیعیان و سنی‌های خاورمیانه، بوده‌است. با اینحال، میزان دارایی ۵۰۰ هزار ایرانی ساکن این امیرنشین، در حدود ۳۰۰ میلیارد دلار برآورد می‌شود. دارایی ایرانی‌ها در امارات متحده عربی در سال ۲۰۱۹ حدود ۳۰۰ میلیارد دلار می‌باشد.

## اختلافات مرزی
اختلافات مرزی ایران و امارات بر سر سه جزیره است و هنگامی که به مالکیت ایران درآمد هنوز کشور امارات متحده عربی تأسیس نشده بود:
1. امارات متحده عربی همواره بر مالکیت دو جزیرهٔ ایران، با نام‌های تنب کوچک (به عربی: تنب الصغری) و تنب بزرگ (به عربی: تنب الکبری)، واقع در خلیج فارس، مدعی بوده‌است.
2. امارات متحده عربی همواره بر مالکیت جزیره ابوموسی واقع در خلیج فارس که مشاعا «و مشترکاً» به همراه ایران نظارت و اداره می‌شده‌است، اصرار ورزیده‌است. ایران از سال ۱۹۹۲ گام‌هایی را در جهت اعمال نفوذ بیشتر و کنترل یک سویه بر جزیره ابوموسی برداشته‌است. از اقداماتی که دال بر تسلط یک طرفه ایران است، می‌توان به کاستن میزان دسترسی به این جزیره و افزایش قوای نظامی بر آن را نام برد.

ایران در رابطه با این مدعاها، از امارات متحده عربی به خاطر بازگذاشتن دست فرانسه در ایجاد یک پایگاه دائمی در خلیج فارس در منطقه مورد اختلاف، ناخشنود بوده و انتقاداتی داشته‌است. لازم است ذکر شود ایرانیان امارات نخستین دسته از مهاجرانی بوده‌اند که در کشور امارات متحده عربی، ساکن و مستقر شده‌اند.

## کاهش روابط امارات با ایران

### سطح کاردار
در ۱۴ دی ۱۳۹۴، در پی قطع روابط عربستان و بحرین با ایران به دنبال حمله به کنسولگری و سفارت عربستان در ایران، دولت امارات متحده عربی اعلام کرد روابط خود را با تهران به سطح کاردار کاهش داده‌است.

### اتهام جاسوسی و قاچاق
در ۱۰ اوت ۲۰۱۷ (۱۹ مرداد ۱۳۹۶) دادگاهی در امارات متحده عربی یک تبعه ایران را بخاطر جاسوسی و کمک به برنامه اتمی ایران به ۱۰سال زندان و سپس اخراج محکوم کرده‌است. این فرد AK72 که ۴۸ ساله می‌باشد بخاطر جاسوسی، جعل اسناد و تقلب برای قاچاق تجهیزات و دستگاه‌هایی که می‌تواند در برنامه اتمی ایران مورد استفاده قرار گیرد مقصر شناخته شده‌است. حکم روز چهارشنبه دادگاه استیناف فدرال مستقر در ابوظبی نیز او را بخاطر آسیب رساندن به روابط امارات متحده عربی و آمریکا با وارد کردن تجهیزات از آمریکا و قاچاق آن به ایران مقصر شناخت که همزمان در نقض تحریم‌های جاری سارمان ملل می‌باشد.

## کرونا
در زمان همه‌گیری کروناویروس، امارات متحده عربی در چند مورد محموله‌های چند تُنی به عنوان کمک‌های بشردوستانه به ایران ارسال کرد.

## برگشت سفیر امارات بعد از ۷ سال
وزارت خارجه امارات در ۳۰ مرداد ۱۴۰۱ طی بیانیه ای اعلام کرد «در چارچوب تمایل رهبری امارات برای تحکیم روابط با جمهوری اسلامی ایران و در اجرای تصمیم قبلی خود مبنی بر ارتقای سطح نمایندگی دیپلماتیک به درجه سفیر و نیز در راستای تماس تلفنی ۲۶ ژوئیه ۲۰۲۲ شیخ عبدالله بن زاید آل نهیان وزیر امور خارجه و همکاری‌های بین‌المللی و حسین امیر عبداللهیان وزیر امور خارجه جمهوری اسلامی ایران، طی روزهای آینده سیف محمد الزعابی، سفیر امارات به تهران بازمی‌گردد.»

### تحولات ۱۴۰۳–۱۴۰۴ (۲۰۲۴–۲۰۲۵)
در ادامهٔ روند تنش‌زدایی، تعاملات تهران و ابوظبی در حوزه‌های دیپلماسی، اقتصاد و حمل‌ونقل شتاب گرفته‌است:
- در ۱۰ اردیبهشت ۱۴۰۳ (۳۰ آوریل ۲۰۲۴) سومین کمیسیون مشترک اقتصادی ایران و امارات پس از وقفه‌ای ده‌ساله در ابوظبی برگزار شد و دو طرف نقشه‌راه تازه‌ای برای همکاری‌های ترانزیتی و سرمایه‌گذاری بخش خصوصی تصویب کردند.[۱۷]

- در ۳۱ تیر ۱۴۰۳ (۲۲ ژوئیه ۲۰۲۴) مدیرکل فرودگاه‌های کرمان اعلام کرد که پروازهای «فلای‌دوبی» در مسیر کرمان–دبی از ۱۹ شهریور همان سال از سر گرفته می‌شود؛ این نخستین خط پروازی بین‌المللی منظم کرمان پس از یک دهه است.[۱۸]

- طبق گزارش گمرک ایران، در فروردین ۱۴۰۴ (۲۱ مارس تا ۲۰ آوریل ۲۰۲۵) صادرات غیرنفتی ایران به امارات به ۳۹۵ میلیون دلار رسید و امارات سومین مقصد عمدهٔ کالاهای ایرانی شد.[۱۹]

این رویدادها بیانگر تعمیق شراکت اقتصادی در کنار گسترش روابط دیپلماتیک میان دو کشور است.

## مقالات مرتبط
- لیست نمایندگی‌های دیپلماتیک در امارات متحده عربی
- فهرست نمایندگی‌های دیپلماتیک در امارات متحده عربی